# Ambel (Zaragoza)
Ambel es un municipio de España, en la provincia de Zaragoza, comarca Campo de Borja, Comunidad Autónoma de Aragón. Tiene un área de 61,31 km² con una población de 254 habitantes (INE 2024) y una densidad de 4,14 hab/km².

## Geografía
Se encuentra al oeste de la provincia de Zaragoza próximo al Moncayo a 72 kilómetros de Zaragoza, 10 kilómetros de Borja y a 3 kilómetros de la localidad de Bulbuente.
El término municipal limita con Bulbuente, Borja, Tabuenca, Talamantes, Añon de Moncayo y Alcalá de Moncayo.

## Historia

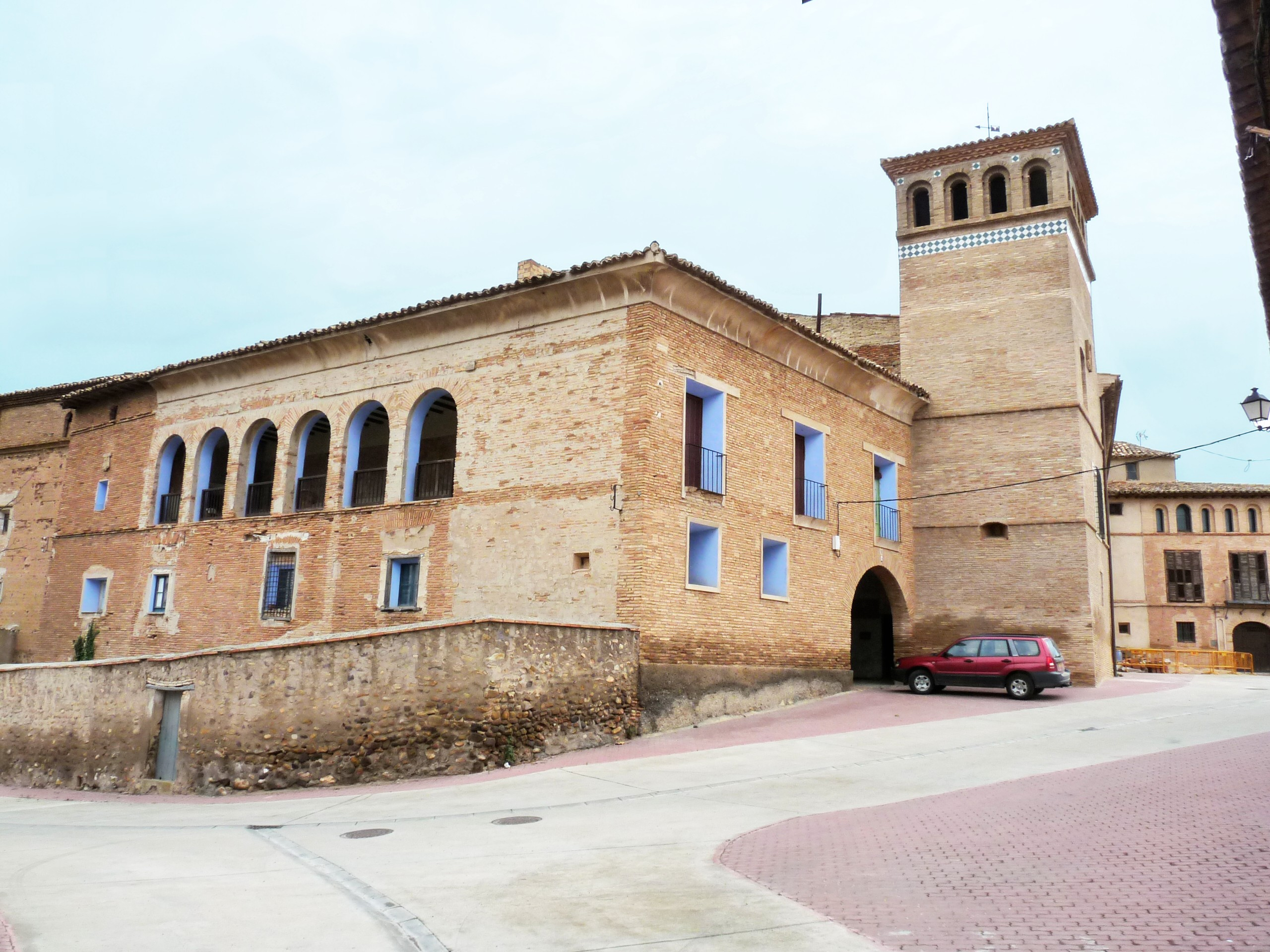
Palacio Hospitalario de Ambel

### Edad Media
De remota desconocida fundación, Ambel fue uno de los enclaves musulmanes de  la comarca conocidos, que tras la reconquista, fue una de las encomiendas sanjuanistas más importantes de la zona, Ambel y su castillo existen desde 1137.
El 21 de julio de 1151, Ramón Berenguer IV, príncipe de Aragón y conde de Barcelona, cedió las villas y castillos de Ambel y Alberite (entre otros lugares) a los templarios a cambio de Borja y Magallón, terminándose la reclamación que Teresa de Borja, ya que su hijo Pedro Taresa había donado al temple. Esta donación se celebró en la Zuda de Barcelona, estando el príncipe consorte de Aragón, el conde de Pallás y varios caballeros aragoneses.
Ambel pasó entonces a formar parte de la encomienda de Novillas hasta que, a partir de 1162, fue gobernada por comendadores propios.
Una vez desaparecidos los templarios, en 1308 pasó a manos de la Orden de San Juan de Jerusalén dependiendo de la Castellanía de Amposta.

### Edad Moderna

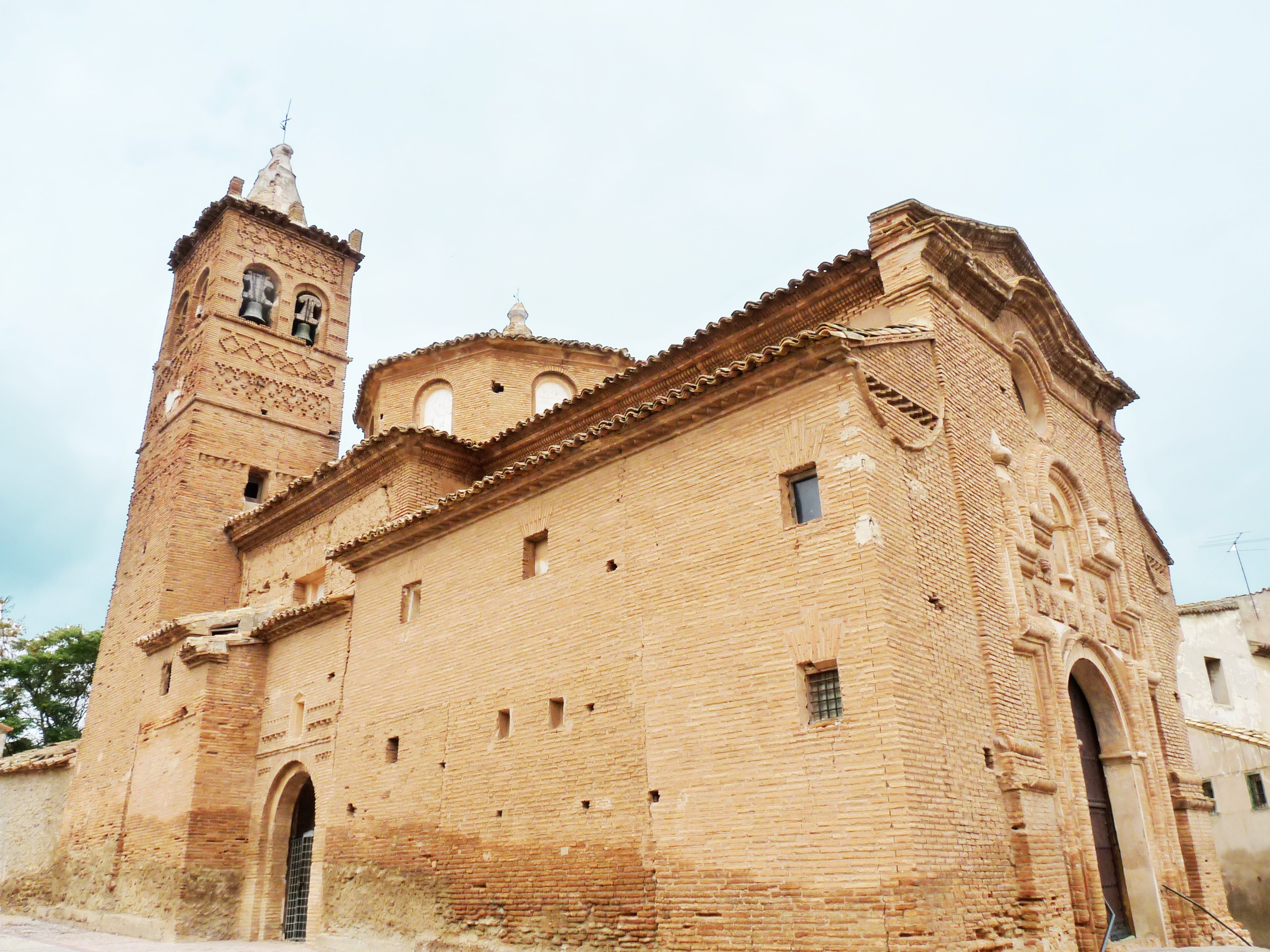
Ermita de la Virgen del Rosario

En 1778 se construyó la ermita de la virgen del rosario de estilo barroco.

### Edad Contemporánea
Sobre la década de los 40 del siglo XIX Ambel tenía un hospital para enfermos pobres y transeúntes y una escuela de primera letras  con 30 alumnos mantenida con 1900 Reales.

## Demografía
Ambel cuenta con una población de 254 habitantes (INE 2024).
| Gráfica de evolución demográfica de Ambel entre 1842 y 2021                                                         |
| |
| Población de derecho según los censos de población del INE Población de hecho según los censos de población del INE |

## Economía
La economía principal de Ambel es la agricultura, principalmente viña, al estar ubicado dentro de la D.O. Campo de Borja, además de olivo y almendro. 
En ganadería, hay varias granjas de porcino, además de haber ganado ovino, ya que Ambel ha tenido relación con la casa de ganaderos de Aragón desde tiempos inmemorables. A nivel de negocios hay varios bares una panadería y una cooperativa.
A mediados del siglo XIX La economía de Ambel era la agricultura con cultivos de cereales (cebada, trigo, lino), patata, viña y cáñamo de este último un tercio de la población fabricaba marrequeria que es un tejido para sacos. a nivel de ganadería tenían ganado ovino y a nivel de caza cazaban perdices, conejos y liebres. Ambel teambien ha tenido Almazaras, destilería y tiendas de ultramarinos.

### Comunicaciones
Desde Bulbuente llega la carretera Z-370 que termina al entrar en Ambel y comienza la Z-371 que acaba en Talamantes, estas dos carreteras fueron construidas en 1894 ya que en un principio la carretera unía Talamantes con Bulbuente.

## Administración y política
| Período             | Alcalde                                    | Partido    |  |
| ------------------- | ------------------------------------------ | ---------- |  |
| 1979-1983           | Luis Llera Latorre                         | UCD        |  |
| 1983-1987           |                                            | PAR        |  |
| 1987-1991           | Macario Zapata Montorio                    | Ind.       |  |
| 1991-1995           | Macario Zapata Montorio                    | PAR        |  |
| 1995-1999           | Macario Zapata Montorio                    | PAR        |  |
| 1999-2003           | Macario Zapata Montorio                    | PP         |  |
| 2003-2007           | Óscar Montorio Sanjuán                     | PSOE       |  |
| 2007-2011           | Óscar Montorio Sanjuán                     | PSOE       |  |
| 2011-2015           | Fernando Flores Berna                      | PP         |  |
| 2015-2018 2018-2019 | Fernando Flores Berna Paula Trivez Herranz | PP         |  |
| 2019-2023           | Paula Trívez Herranz                       | AMBEL ES + |  |
| 2023-?              | Paula Trívez Herranz                       | AMBEL ES + |  |

| Partido político    | Partido político                                   | 1979   | 1983   | 1987   | 1991   | 1995   | 1999   | 2003   | 2007   | 2011   | 2015   | 2019   | 2023   |
| Partido político    | Partido político                                   | Ediles | Ediles | Ediles | Ediles | Ediles | Ediles | Ediles | Ediles | Ediles | Ediles | Ediles | Ediles |
|                     | AMBEL ES +                                         | —      | —      | —      | —      | —      | —      | —      | —      | —      | —      | 5      | 5      |
|                     | Partido de los Socialistas de Aragón (PSOE-Aragón) | 3      | 3      | —      | 3      | 2      | 3      | 5      | 5      | 3      | 2      | 2      | 2      |
|                     | Partido Popular de Aragón (PP)                     | —      | —      | —      | 1      | 0      | 4      | 1      | 1      | 3      | 5      | —      | —      |
|                     | Izquierda Unida (IU)                               | —      | —      | —      | —      | —      | —      | —      | —      | 1      | —      | —      | —      |
|                     | Partido Aragonés (PAR)                             | —      | 4      | —      | 3      | 5      | —      | 1      | 1      | —      | —      | —      | —      |
|                     | Independiente                                      | —      | —      | 7      | —      | —      | —      | —      | —      | —      | —      | —      | —      |
|                     | Unión de Centro Democrático (UCD)                  | 4      | —      | —      | —      | —      | —      | —      | —      | —      | —      | —      | —      |
| Total de concejales | Total de concejales                                | 7      | 7      | 7      | 7      | 7      | 7      | 7      | 7      | 7      | 7      | 7      | 7      |

## Cultura

### Patrimonio

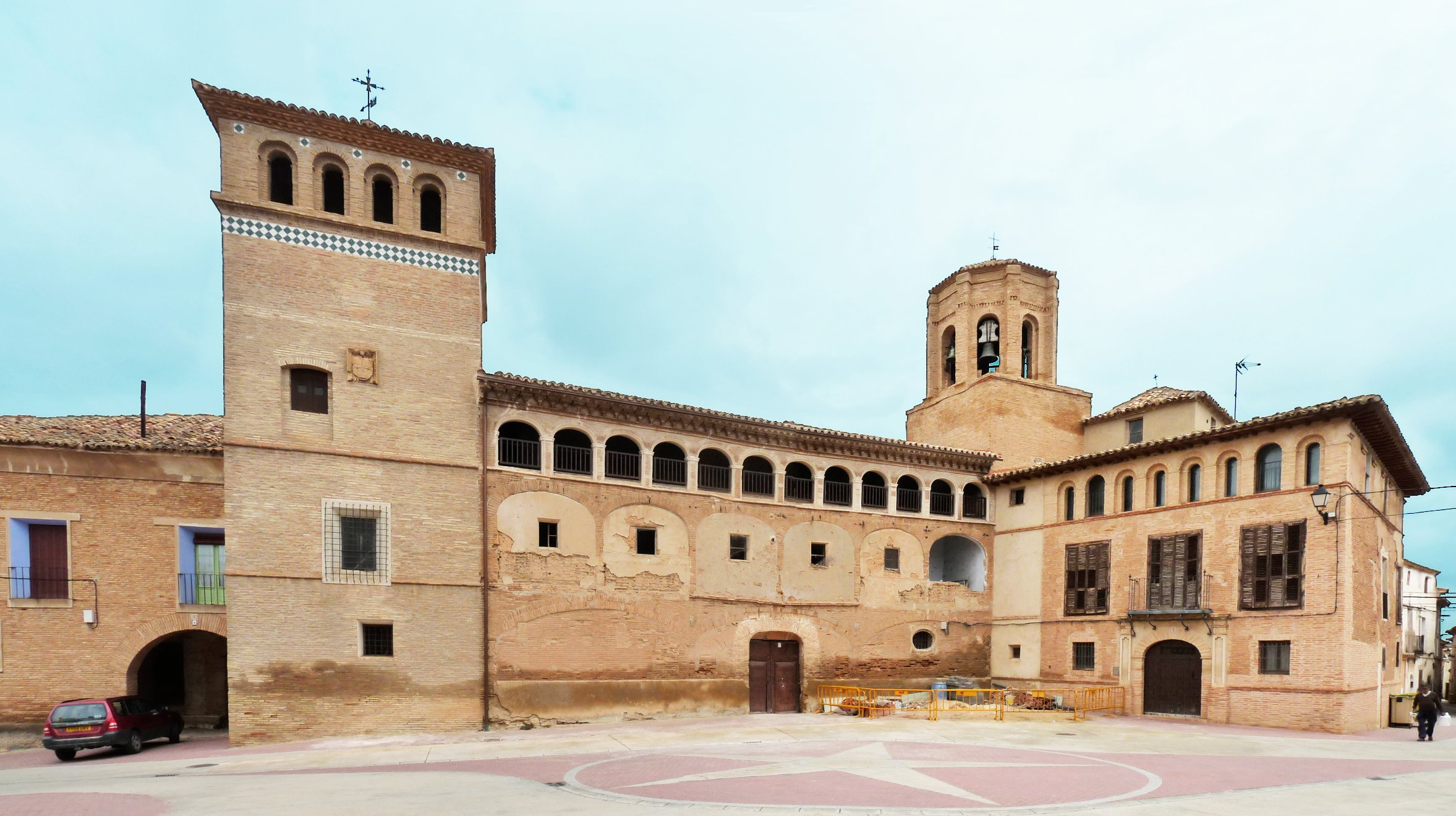
Iglesia de San Miguel y Palacio Hospitalario de Ambel

- Palacio de los Sanjuanistas. Del siglo XII.[6]
- Iglesia de San Miguel. Del siglo XIV.[6]
- Ermita de la Virgen del Rosario y su Torre. Del siglo XVIII.[6]
- Ojo de la Valjunquera.
- pozabillos
- El molino
- Caideron
- Pozo las navillas

### Fiestas
- San Sebastián, el 20 de enero.
- Las Santas Reliquias, el 29 de agosto.

En Ambel se da uno de los Dances más antiguos y significativos de Aragón.